# Sangaris seabrai
Sangaris seabrai là một loài bọ cánh cứng trong họ Cerambycidae.